# 1806 Derice
1806 Derice (1971 LC) là một tiểu hành tinh vành đai chính.